# Cavemen
Cavemen is een Amerikaanse sitcom die op ABC liep van 2 oktober 2007 tot 13 november 2007.
De show werd bedacht door Joe Lawson en werd in San Diego, Californië opgenomen. De show focused zich op drie cavemen (huisgenoten Joel, Andy, en Nick) die leven in modern Amerika. De serie werd door ABC na zes afleveringen geannuleerd wegens slechte kritieken.
De show was gebaseerd op reclamespotjes van de Amerikaanse autoverzekeraar GEICO.

## Cast
- Bill English - Joel
- Nick Kroll - Nick
- Sam Huntington - Andy
- Kaitlin Doubleday - Kate McKinney
- Jeff Daniel Phillips - Maurice
- Stephanie Lemelin - Thorne
- Julie White - Leslie McKinney